# Synode des évêques sur la jeunesse, la foi et le discernement vocationnel
Le Synode des évêques sur la jeunesse, la foi et le discernement vocationnel, parfois appelé synode des Jeunes, est la XVe assemblée générale ordinaire du Synode des évêques, qui se déroule au Vatican du 3 au 28 octobre 2018.

## Préparation
La tenue du synode a été annoncée par le pape François le 6 octobre 2016,.
Le cardinal brésilien Sérgio da Rocha en sera le rapporteur général et deux prêtres italiens, Giacomo Costa, SI, et Rossano Sala, SDB, en ont été nommés secrétaires spéciaux. 

### Documents préparatoires
La préparation du synode est marquée le 13 janvier 2017 par la publication du document préparatoire auquel est adossé un questionnaire, ce document préparatoire étant adressé « aux synodes des évêques et aux conseils des hiérarques des Églises catholiques orientales, aux conférences épiscopales, aux dicastères de la Curie romaine et à l’Union des supérieurs généraux ». En plus de ce document, est publiée une lettre du pape destinée aux jeunes,. Ces documents servent de base à une vaste consultation dont la synthèse constitue une des bases du document soumis au évêques lors du synode.

### Pré-synode des jeunes
Du 19 au 24 mars 2018, trois cents jeunes du monde entier sont réunis pour exprimer leurs convictions, leurs interrogations et leurs attentes, encouragés par le pape à une expression très libre. Cette réunion aboutit à la rédaction d'un document final remis au pape le 25 mars, dimanche des Rameaux et Journée mondiale de la jeunesse,.

### Autres initiatives
Toujours dans la perspectives du synode, le pape confie à un groupe de quinze jeunes la préparation des méditations du chemin de croix du vendredi saint 2018 au Colisée.